# Premetro (subte de Buenos Aires)
El Premetro, oficialmente Línea P, es una línea de tranvía de 7,4 km de longitud y 18 estaciones inaugurada el 27 de agosto de 1987 en la Ciudad de Buenos Aires (Argentina). Integra la red de subterráneos de Buenos Aires. Es propiedad de SBASE y es operada por Emova. 
Tiene sus cabeceras en las estación de transferencia Intendente Julio C. Saguier, en el barrio porteño de Flores, donde combina con la línea E del subte, y las estaciones del barrio General Savio, conocido como Lugano I y II, donde llegan sus dos ramales: Centro Cívico y General Savio. Desde la estación Intendente Saguier corre sobre la Avenida Lafuente, siguiendo luego por las calles Castañares, Mariano Acosta y Valparaíso; después bordea la Avenida General Francisco Fernández de la Cruz hasta Larrazábal, para seguir hasta el cruce con la Avenida Coronel Roca, corriendo paralelo al Metrobús Sur y terminar en la intersección con la Avenida Soldado de la Frontera. En sus primeros 800 metros circula en medio de la calzada vehicular, mientras que en el resto lo hace en una vía exclusiva. Posee también combinación con la Línea Belgrano Sur en la estación Presidente Illia con su estación homónima. El Premetro cruza dicho ferrocarril con un puente.

## Características

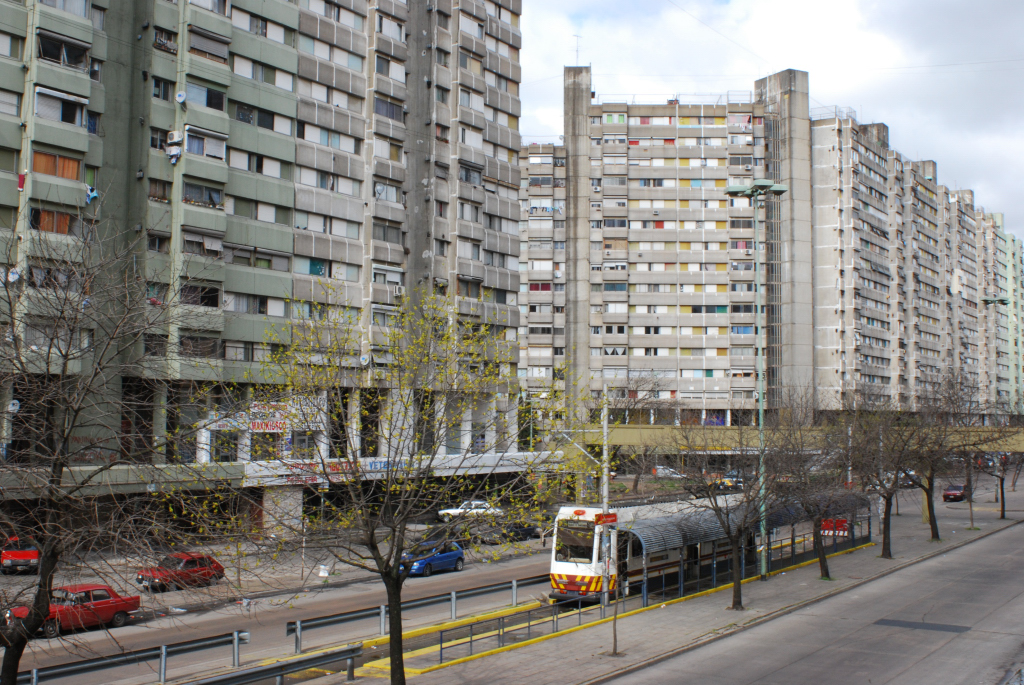
Premetro en la estación "Centro Cívico" en los monoblocks de Villa Lugano.

Los premetros tienen una velocidad máxima de 60 km/h, aunque rara vez superan los 40. Los viajes entre sus cabeceras tienen una duración de aproximadamente 25-27 minutos. El premetro circula con poco ruido y tiene capacidad para 37 personas sentadas. Los pasajeros que transbordan desde la estación Plaza de los Virreyes - Eva Perón de la Línea E de subte no pagan el boleto o pasaje del premetro. En el viaje inverso los pasajeros pueden sacar un boleto de premetro solo o uno que incluye el viaje en subte. Las paradas, por lo general, tienen unos 30 metros de largo y cuentan con techos de chapa galvanizada.
El viaje redondo entre Intendente Saguier-General Savio-Intendente Saguier es de 14,8 km, y el de Intendente Saguier-Centro Cívico-Intendente Saguier es de 12,8 km. El viaje directo Intendente Saguier-General Savio es de 7,4 km y el de Intendente Saguier-Centro Cívico, de 6,4 km. La extensión total es de 6,9 km de vía doble y 500 m de vía simple (en el ramal Centro Cívico). El Premetro circula solamente 1100 metros por áreas residenciales, de las cuales la mayoría corresponden a conjuntos habitacionales. Como también atraviesa algunas villas miserias, por pedido de los conductores viajan policías a bordo.

## Estaciones

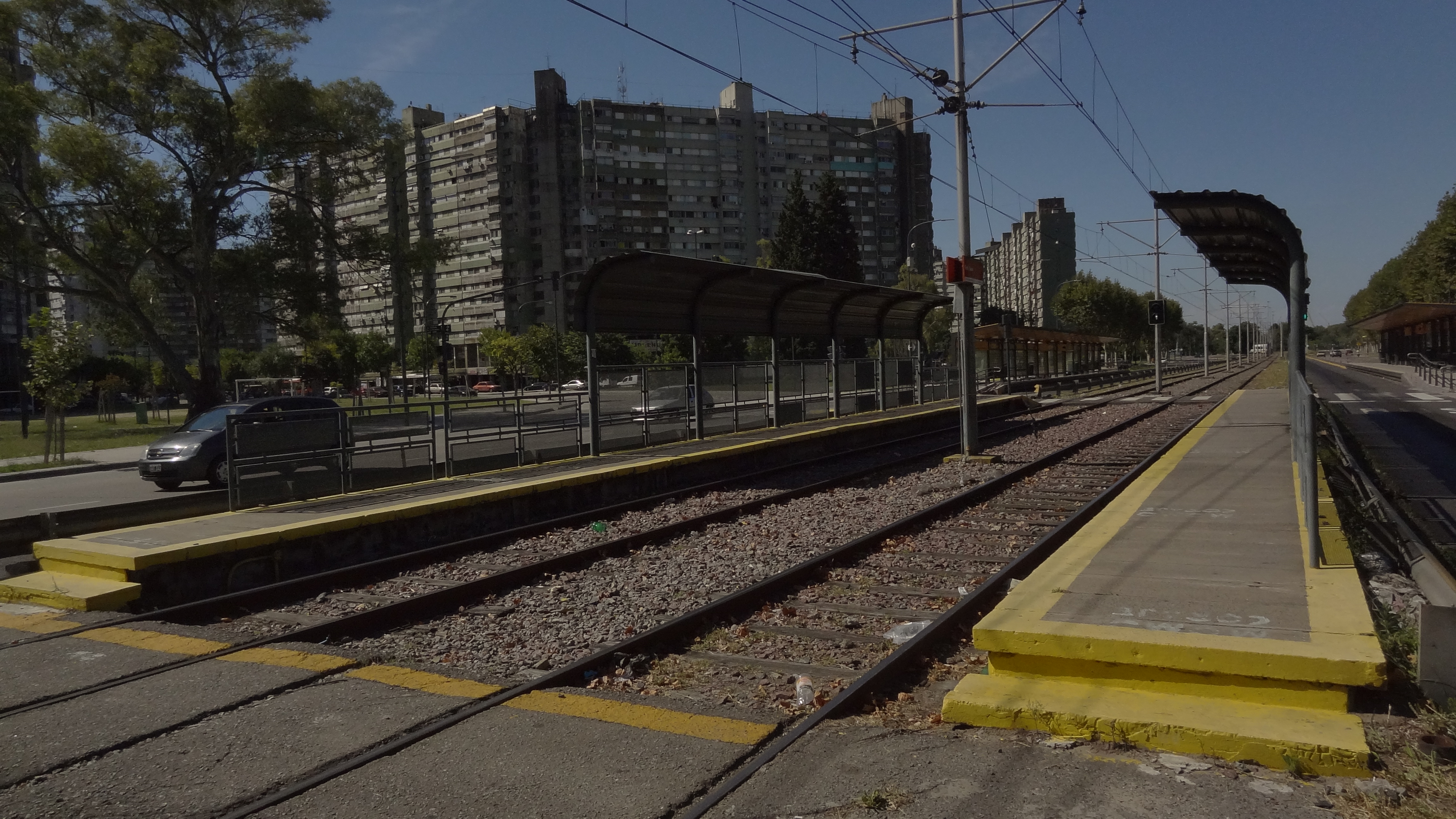
Estación General Savio.

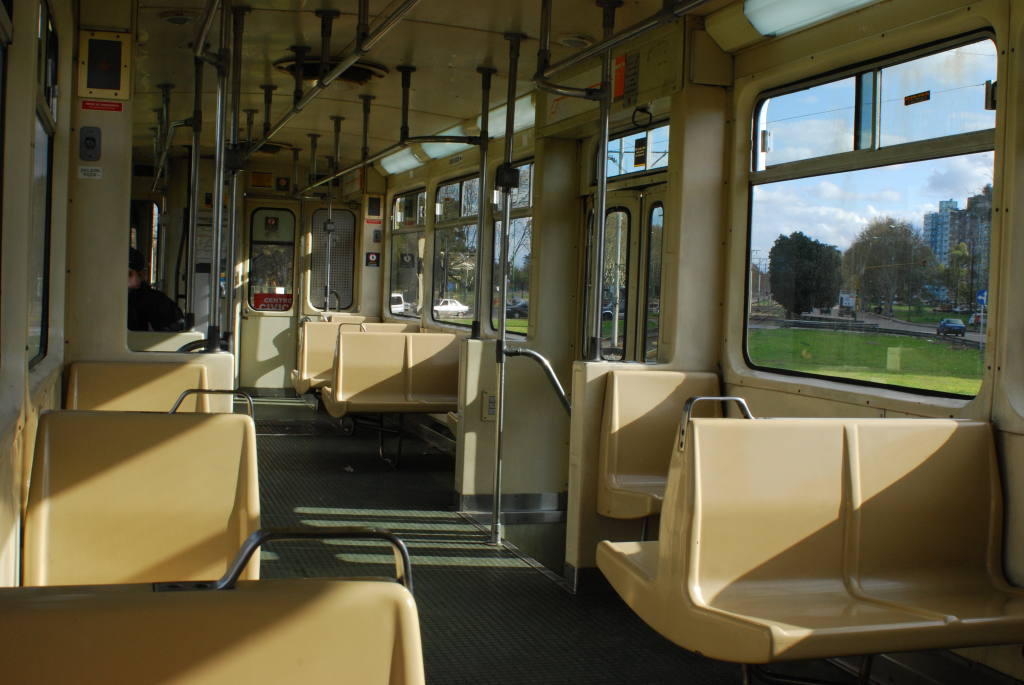
Interior de los coches.

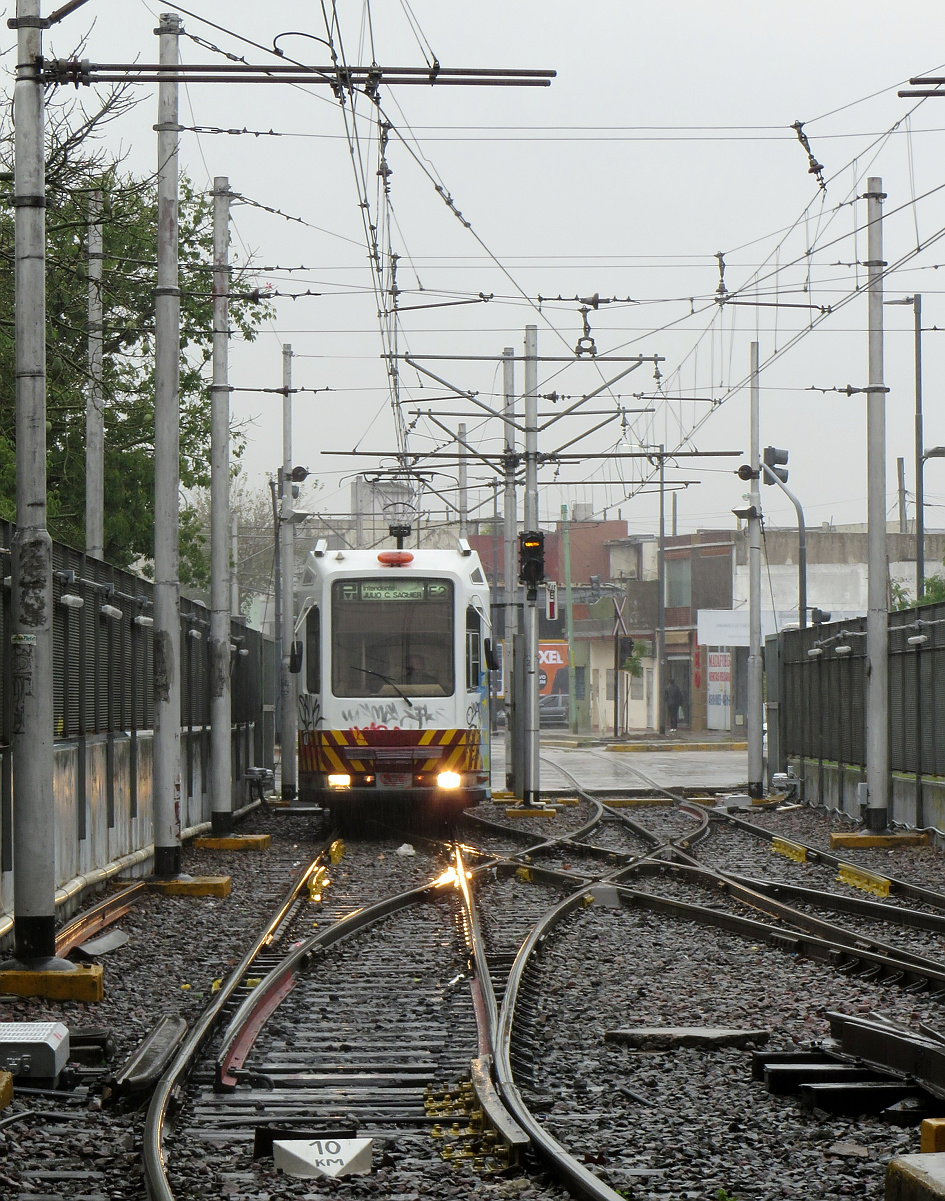
Premetro en cercanías de Plaza de los Virreyes.

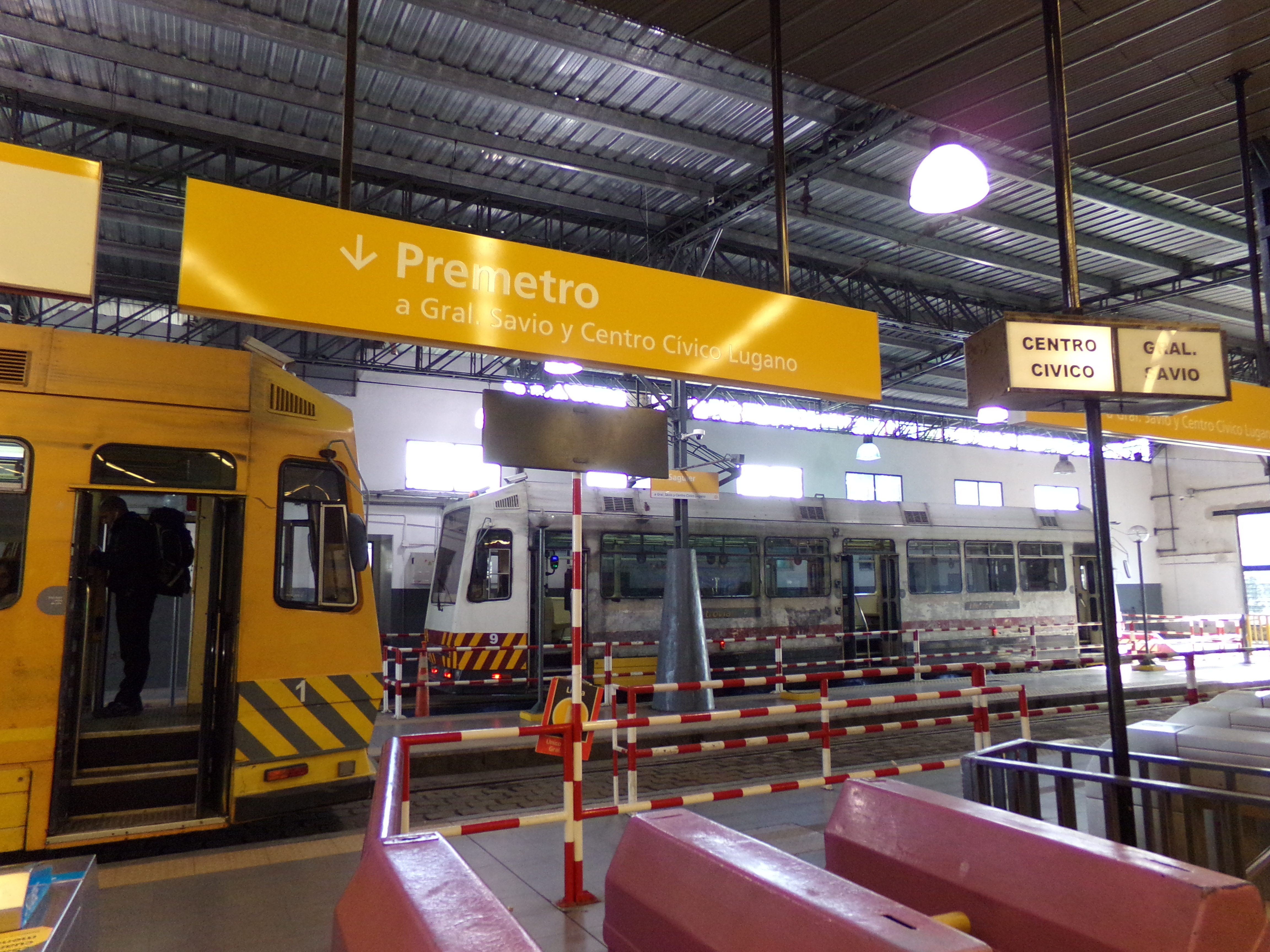
Estación de Transferencia Intendente Saguier.

| Estación                 | Nombre Original       | Inauguración            | Ubicación                                                 | Barrio        | Comb.         | Estación                |
| Línea general            | Línea general         | Línea general           | Línea general                                             | Línea general | Línea general | Línea general           |
| ------------------------ | --------------------- | ----------------------- | --------------------------------------------------------- | ------------- | ------------- | ----------------------- |
| Intendente Saguier       |                       | 27 de agosto de 1987    | Avenida Eva Perón y Avenida Lafuente                      | Flores        | Línea E       | Terminal de combinación |
| Balbastro                | Cementerio de Flores  | 27 de agosto de 1987    | Avenida Lafuente y Balbastro                              | Flores        |               | De paso                 |
| Mariano Acosta           | Barrio Ramón Carrillo | 27 de agosto de 1987    | Avenida Mariano Acosta y Castañares                       | Villa Soldati |               | De paso                 |
| Somellera                |                       | 27 de agosto de 1987    | Avenida Mariano Acosta y Somellera                        | Villa Soldati |               | De paso                 |
| Ana María Janer          | Fuerza Aeréa          | 27 de agosto de 1987    | Avenida Mariano Acosta y Ana María Janer                  | Villa Soldati |               | De paso                 |
| Nuestra Señora de Fátima |                       | 13 de marzo de 2000     | Avenida Mariano Acosta y Barros Pazos                     | Villa Soldati |               | De paso                 |
| Fernández de la Cruz     |                       | 27 de agosto de 1987    | Avenida Mariano Acosta y Avenida Fernández de la Cruz     | Villa Soldati |               | De paso                 |
| Presidente Illia         | Lacarra               | 27 de agosto de 1987    | Avenida Fernández de la Cruz y Avenida Lacarra            | Villa Soldati |               | De paso                 |
| Parque de la Ciudad      |                       | 27 de agosto de 1987    | Avenida Fernández de la Cruz 4000                         | Villa Soldati |               | De paso                 |
| Cecilia Grierson         |                       | 27 de agosto de 1987    | Avenida Fernández de la Cruz 4400                         | Villa Soldati |               | De paso                 |
| Escalada                 | Jumbo                 | 27 de agosto de 1987    | Avenida Fernández de la Cruz y Avenida Escalada           | Villa Lugano  |               | De paso                 |
| Pola                     |                       | 17 de noviembre de 2006 | Avenida Fernández de la Cruz y Pola                       | Villa Lugano  |               | De bifurcación          |
| Ramal General Savio      |                       |                         |                                                           |               |               |                         |
| Larrazábal               | Armada Argentina      | 27 de agosto de 1987    | Avenida Larrazábal y Ana Díaz                             | Villa Lugano  |               | De paso                 |
| Nicolás Descalzi         | Ministro Carrillo     | 27 de agosto de 1987    | Avenida Larrazábal y Nicolás Descalzi                     | Villa Lugano  |               | De paso                 |
| Gabino Ezeiza            | Avenida Coronel Roca  | 27 de agosto de 1987    | Avenida Larrazábal y Avenida Coronel Roca                 | Villa Lugano  |               | De paso                 |
| General Savio            |                       | 27 de agosto de 1987    | Avenida Coronel Roca y Avenida Soldado de la Frontera     | Villa Lugano  |               | Terminal                |
| Ramal Centro Cívico      |                       |                         |                                                           |               |               |                         |
| Ana Díaz                 |                       | 27 de agosto de 1987    | Avenida Fernández de la Cruz y Larrazábal                 | Villa Lugano  |               | De paso                 |
| Centro Cívico            |                       | 27 de agosto de 1987    | Avenida Soldado de la Frontera y Conrado General Villegas | Villa Lugano  |               | Terminal                |

### Cambio de nomenclatura
El 9 de octubre de 2003, por ley 1138 de la Ciudad de Buenos Aires, la Legislatura sancionó el cambio de nombre para muchas de las paradas del Premetro, prefiriendo un criterio acorde a las intersecciones de las calles en donde se encontraban, en lugar del original, en homenaje a instituciones o personajes públicos. La concesionaria Metrovías normalmente la designa como Línea P o Línea Premetro, desestimando el uso de su nombre oficial.

## Historia

### Proyecto original
Esta línea tranviaria es en realidad solo una parte del proyecto inicial de mediados de los 80, que comprendía la construcción de dos ramales: el "E1", que partiendo desde la misma Plaza de los Virreyes - Eva Perón iba a bordear la Avenida Dellepiane, para alcanzar el Barrio Comandante Luis Piedrabuena, emplazado junto a la Avenida General Paz, la autopista de circunvalación de Buenos Aires, y el "E2", que fue el único finalmente construido, aunque no en su extensión pretendida en un comienzo. Ambos ramales fueron pensados como alimentadores de la línea E, para que los usuarios de los barrios del suroeste de la ciudad tuvieran una conexión rápida con la red de Subtes.
De hecho, estaba planificada una segunda etapa de la "E2", cerrando el loop del barrio de Lugano I y II y extendiéndolo hasta la Avenida General Paz, y de allí hacia el sur, hasta alcanzar el Puente La Noria en los partidos de Lomas de Zamora y La Matanza de la provincia de Buenos Aires, para tener allí una estación de trasbordo con una importante terminal de colectivos, obra que finalmente nunca se realizó, siendo reemplazado parcialmente por el Metrobús Sur en 2013, que cubre la misma área y ruta, con la ventaja añadida de ir directamente al centro de la ciudad sin necesidad de transferir a la línea E.
El proyecto original había sido aprobado en enero de 1987 por Ordenanza N.º 41.729 del entonces Concejo Deliberante de la Ciudad de Buenos Aires. Para ello se había suscrito un convenio entre Subterráneos de Buenos Aires y el Gobierno de la Provincia de Buenos Aires para realizar conjuntamente las obras en la provincia. Luego también se anunció la posibilidad de extenderlo a Lanús, desde el Puente Uriburu y de allí hacia La Matanza. Todos los proyectos fueron pospuestos durante la época de privatizaciones ferroviarias. En 1998 se anunció nuevamente la extensión hasta Puente La Noria, proyecto cancelado por la crisis de 2001.

### Construcción y apertura
La colocación de las primeras vías se inició el 11 de junio de 1986 sobre la Avenida Lafuente, finalizando el total de las mismas un año después. Pese a que se habilitó el servicio el 25 de agosto, la inauguración oficial fue el 27 de agosto de 1987, contando con la presencia del intendente municipal Facundo Suárez Lastra; Matilde Noble Mitre de Saguier, viuda de Julio César Saguier (intentende que ideó el proyecto pero falleció antes de su apertura); legisladores y concejales. Las pruebas piloto habían iniciado en abril de 1987 entre Plaza de los Virreyes y Ana María Janer. El proyecto del Premetro tenía como fin «ayudar a resolver los crónicos problemas de incomunicación que afectan las posibilidades de progreso de Flores, Villa Lugano y Villa Soldati». El costo de la construcción de la línea fue de 5,4 millones de dólares estadounidenses, y un adicional de 4,6 millones se destinaron a la adquisición de una flota de 25 tranvías Materfer.
El 13 de marzo de 2000 se inauguró una nueva parada llamada Nuestra Señora de Fátima.
El 7 de noviembre de 2006 fue inaugurada otra nueva parada, Pola, ubicada en la intersección de la calle de dicho nombre y la avenida Fernández de la Cruz.
El 16 de julio de 2024 se anunció la licitación para completar el loop del ramal E2, terminando con esta etapa de construcción.

### Renovación de paradas y trenes

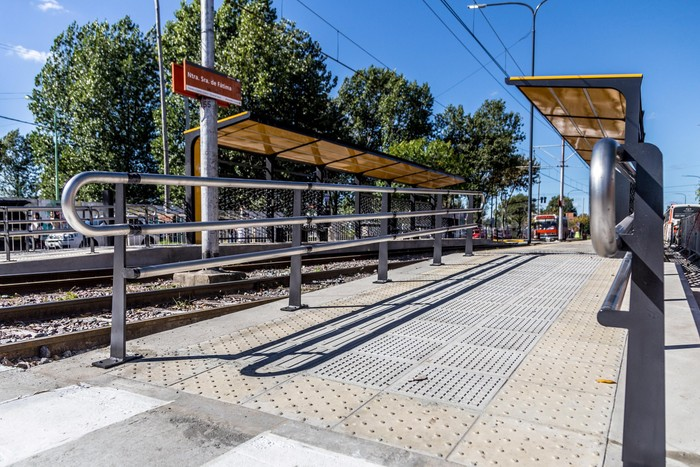
Rampa de la estación Nuestra Señora de Fátima, renovada en 2016.

En enero de 2015, el gobierno de la Ciudad de Buenos Aires anunció la renovación de paradas y material rodante del Premetro. Las primeras paradas a mejorar serían Mariano Acosta, Somellera, Ana María Janer, Nuestra Señora de Fátima y Fernández de la Cruz, mientras que el resto se realizaría entre 2016 y 2017. Cada una de las paradas tendrá un revestimiento con mosaicos vítreos de colores y tendrán intervenciones de diferentes artistas.
En cuanto a los tranvías, se anunció la instalación de un sistema de comunicación con fuerzas de seguridad (Policía Metropolitana y Federal) y sanitarias (SAME). También se ajustará los tiempos de los semáforos para dar prioridad al Premetro y las piedras de las vías serán reemplazadas por césped artificial.
Nuestra Señora de Fátima fue la primera estación de la red que cerró y se demolió para su remodelación, anunciándose también que será una estación modelo a imitar en el resto de las renovaciones. Si bien la obra duraría unos pocos meses, finalmente Subterráneos de Buenos Aires demoró 15 meses, abriéndose nuevamente el 25 de abril de 2016. Tras su reapertura, la estación luce nuevos andenes y refugios (similares a los utilizados en las paradas del Metrobús), nueva iluminación y accesos mejorados (con rampas para discapacitados), además de cestos de residuos y asientos.
La estación de transferencia Intendente Saguier también fue renovada en 2015, reabriendo el 14 de octubre de ese año. Las remodelaciones fueron estéticas. Se reacomodaron molinetes, boleterías y locales comerciales, además de sumarse otros. En una segunda etapa de la obra se extenderán los andenes y se construirá una tercera vía.
En julio de 2016 el gobierno de la Ciudad anunció la desmantelación del Tranvía del Este (inaugurado en 2007 en Puerto Madero), cuyos componentes (incluyendo manterial rodante, catenaria, semáforos, entre otros) serán trasladados al Premetro. El único coche que quedó en funcionamiento del ramal (originalmente eran dos) será llevado al taller Mariano Acosta para ser reacondicionado y entrar en funcionamiento, se trata de un Alstom Citadis.
A mediados de octubre del mismo año se inició un proceso de mejora en varias estaciones de la línea. Las obras incluyen demarcación de líneas de seguridad en andenes, una reparación de la estructura dañada o deteriorada y la adecuación de señalética con información del servicio.
En 2023, se anunció la licitación de un nuevo proceso de mejora en las estaciones: Nuestra Señora de Fátima, Presidente Illia, Parque de la Ciudad, Escalada, Pola, Ana Díaz, General Savio y Centro Cívico Lugano. Este proceso terminó a mediados de 2024, dejando las estaciones estilizadas a semejanza de una parada de Metrobus y de la Estación Nuestra Señora de Fátima, contando con rampas para facilitar el acceso de personas con movilidad reducida, señalización braille y nuevo mobiliario como bancos, cestos y apoyos isquiáticos.

## Material rodante

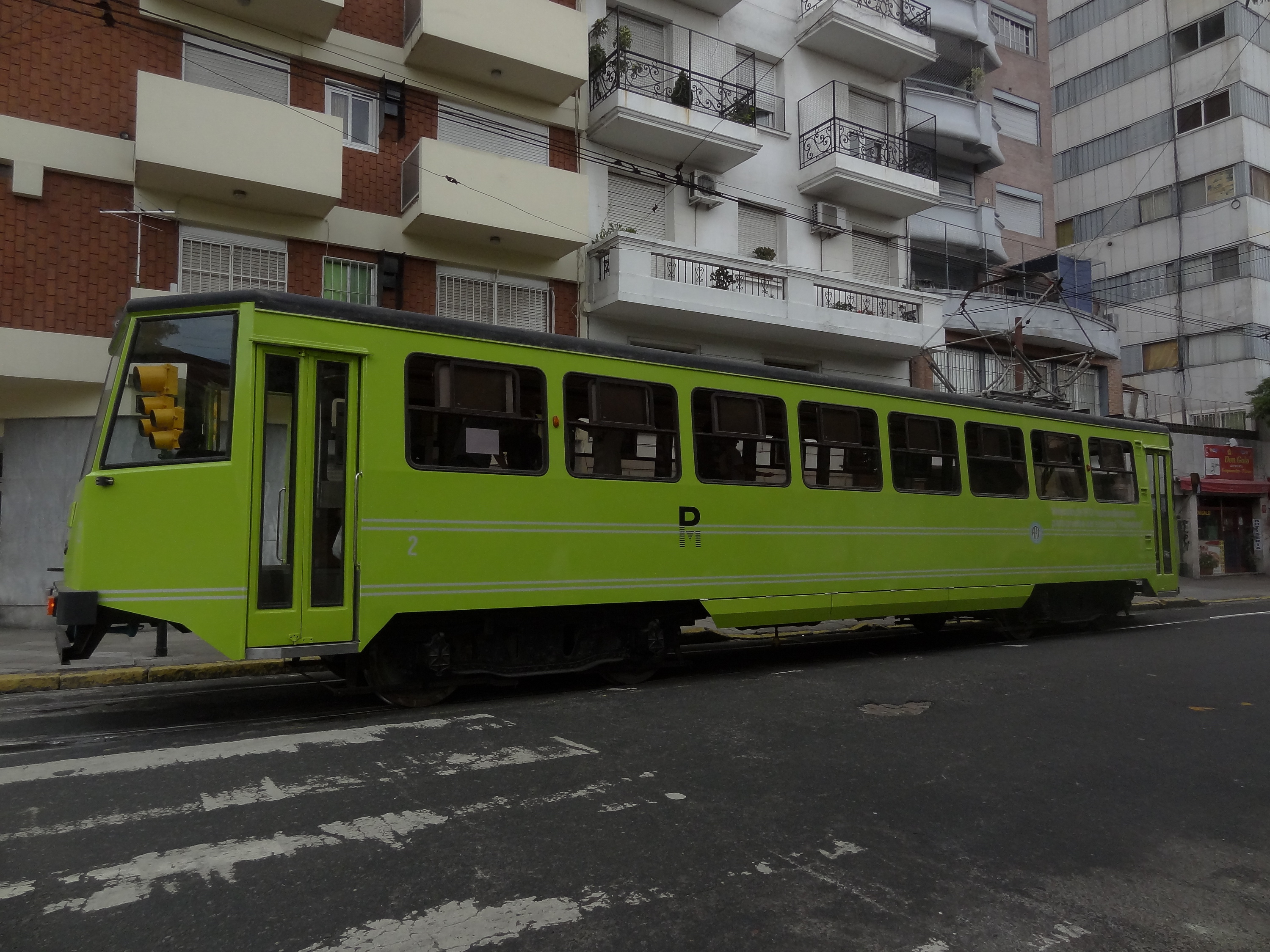
Lagarto operado actualmente por el Tramway Histórico de Buenos Aires.

El Premetro inició sus servicios con una flota de ocho coches provisorios que fueron fabricados a partir de las partes electromecánicas de seis coches La Brugeoise (números 6, 8, 62, 92, 102 y 112) de la Línea A de subte por el Grupo Emepa. Estos coches, conocidos informalmente como "los lagartos" (por estar pintados de verde), funcionaron apenas dos años. Estos coches alcanzaban una velocidad de 70 km/h y tenían capacidad para 70 pasajeros. Tras retirarse del servicio, fueron radiados y desmantelados en su totalidad. En 2004 la Asociación Amigos del Tranvía rescató una de estas carrocerías, la número 2, que funcionaba como un quiosco en el Hospital Rivadavia, y fue totalmente restaurada para integrarla a su Tranvía Histórico del barrio de Caballito. Estos coches fueron creados por la demora en la construcción de la flota actual y el peligro de que la inauguración del Premetro se retrasara por la falta de material rodante.
Los lagartos fueron reemplazados en 1989 por los actuales, de una tecnología más reciente, fabricados en la provincia de Córdoba, Argentina, por un consorcio de varias empresas liderada por la empresa argentina Materfer (Fábrica de Material Ferroviario). La flota actual consiste en nueve coches. El contrato para la construcción de los coches fue firmado a finales de 1985, estableciendo un pedido de 25 coches, de los cuales algunos se construirían en una segunda etapa.

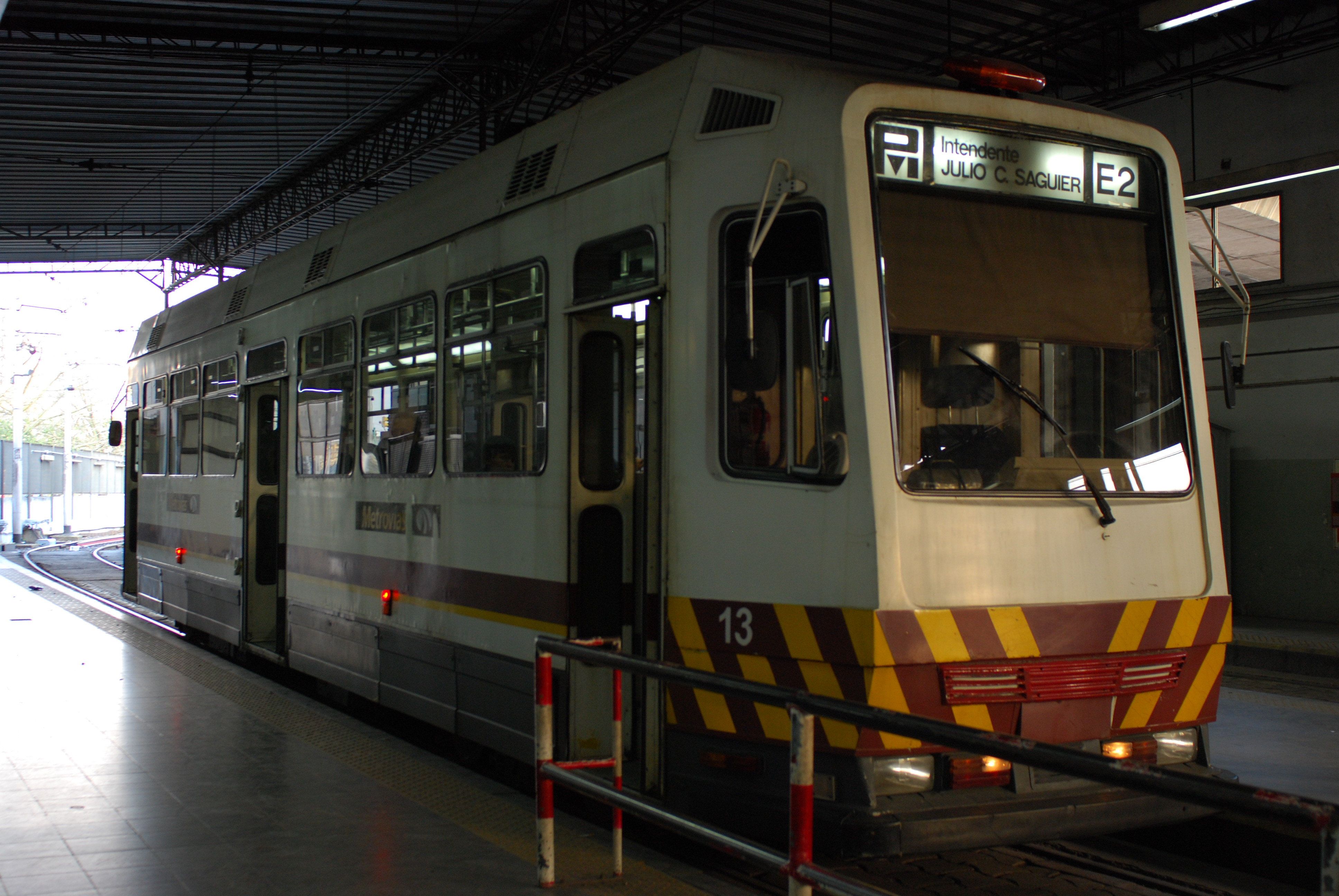
Coche Materfer.

Los tranvías Materfer comenzaron a llegar a los talleres de la red a mediados de 1988, con seis coches entregados a fines de ese año. Su equipo eléctrico fue suministrado por Siemens AG. Son de doble bogie, con cabinas en sus dos extremos. Tienen capacidad para 24 pasajeros sentados y espacio para alrededor de 115 pasajeros de pie. Tienen tres puertas en cada lado. Las plataformas de las paradas de la línea son lo suficientemente largas para operar con un solo coche a la vez. Como la operación de unidades múltiples no está previsto, los tranvías no están equipados con acopladores.
Los primeros coches entraron en servicio el 14 de octubre de 1988, conviviendo simultáneamente con los lagartos hasta 1989, cuando aumentó la flota Materfer. Para abril de 1991, 20 de los 25 coches habían sido entregados (números de flota PM 1-20), y los últimos cinco fueron reportados como completados, pero todavía se encontraban en la fábrica de Córdoba. Sin embargo, el servicio opera solo con seis coches. A partir de 2001, el servicio normal en hora pico requiere solo de seis a ocho coches.
Según un inventario llevado a cabo en 2013 había en la línea un total de 17 coches Materfer (11 en servicio y seis fuera de servicio). Estos últimos coches, numerados PM 3, PM 4, PM 6, PM 8 y PM 20, se encuentran en el Taller Mariano Acosta con importante cantidad de faltantes desde años anteriores a 1993.

## Estadísticas
| Gráfica de evolución de movimiento de pasajeros entre 1995 y 2015 |
| |
| Fuente: Atlas Ambiental de Buenos Aires y Metrovías (datos de 1999-2008); Diario Clarín (2012) y Dirección General de Estadística y Censos (Ministerio de Hacienda de la Ciudad de Buenos Aires) |

Por falta de controles y la demora de la implementación del sistema SUBE, en años recientes se ha hecho costumbre que muchas personas viajen sin pagar. Además son habituales los piquetes sobre las vías llevados a cabo por los vecinos del área. Estas causas podrían explicar el descenso del número de usuarios transportados.

## Accidentes

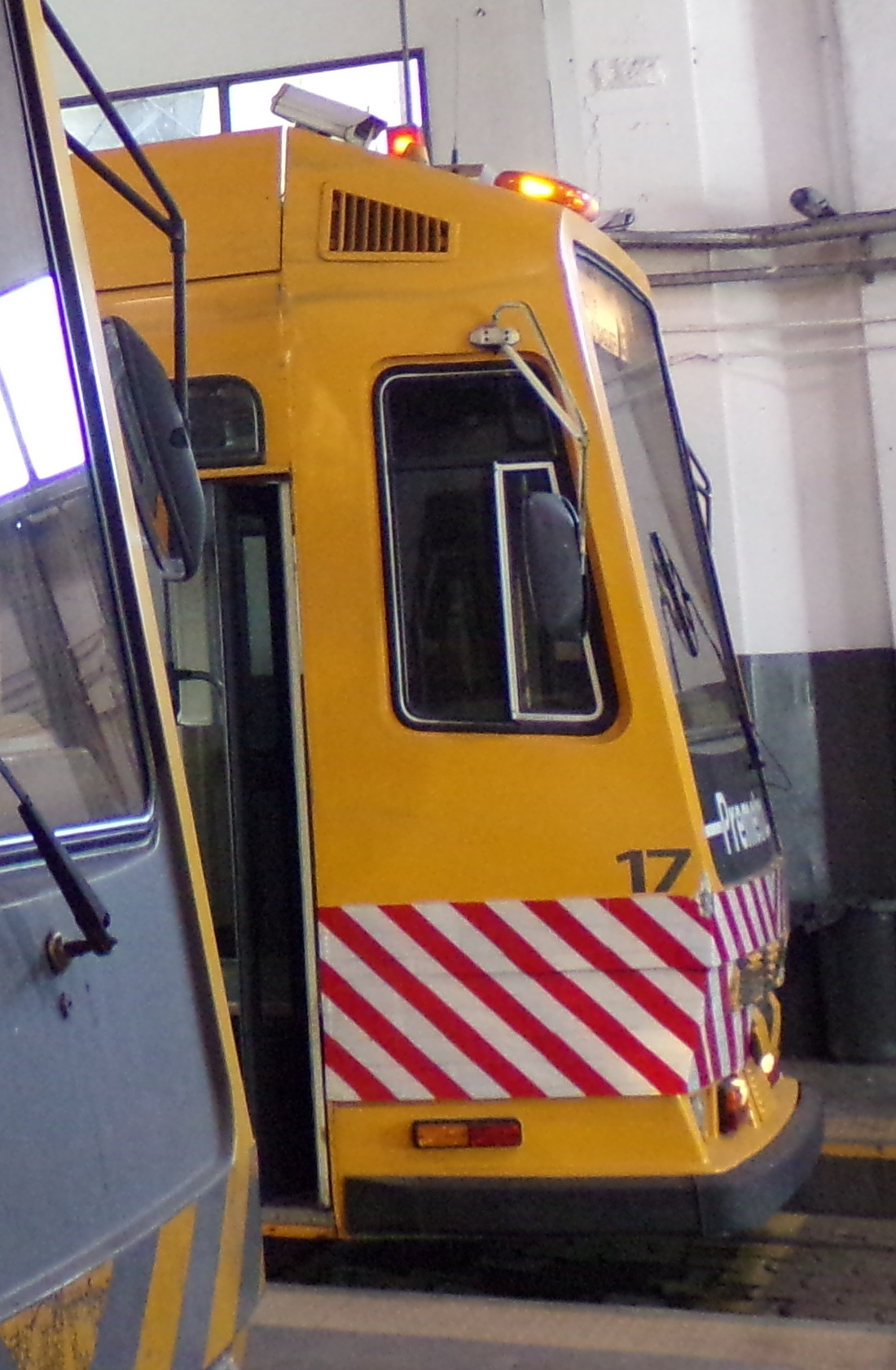
Coche 17, dañado en 2015 y restaurado en 2016, en Intendente Saguier.

- El 26 de febrero de 2006 ocurrió el accidente con víctimas mortales del Premetro sobre la avenida Lafuente al 1200 cuando un tranvía chocó contra un minibús dejando el saldo de un fallecido y 17 heridos.[30]
- El 16 de septiembre de 2011, ocurrió un choque entre una formación del Premetro, un colectivo y un camión volcador de concreto en la Avenida Lafuente que dejó un saldo de 86 heridos.[31]
- El 8 de octubre de 2015, un camión recolector de residuos se interpuso al paso del Premetro en la Avenida Fernández de la Cruz y provocó un choque que dejó un saldo de 12 heridos. Además, una de las cabinas del coche (Materfer número 17) quedó totalmente dañada y fue recuperada en el Taller Mariano Acosta con partes de otro coche que estaba sin terminar, volviendo al servicio en abril de 2016.[32]

## Otras líneas propuestas
Mientras el Metrobús Sur se encontraba en la etapa de planificación, se había propuesto en 2012 crear una línea Premetro H1 que se extendiera desde la terminal sur de la línea H por el sur de la ciudad y que se conectaría con el Premetro E2 en su terminal general Savio hasta Puente La Noria. El proyecto fue presentado por Alejandro Bodart en la Legislatura Porteña pero no prosperó.
En la década de 1980 también existía la idea de crear una línea  de premetro como continuación de la línea D desde la Avenida Monroe hasta Puente Saavedra en el límite norte de la ciudad, como así también una línea de premetro paralela a la línea C para conectar Puerto Madero con la Estación Retiro.

## Galería

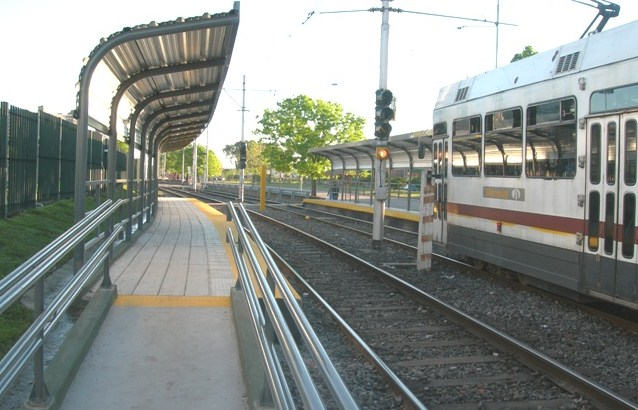
Estación Pola
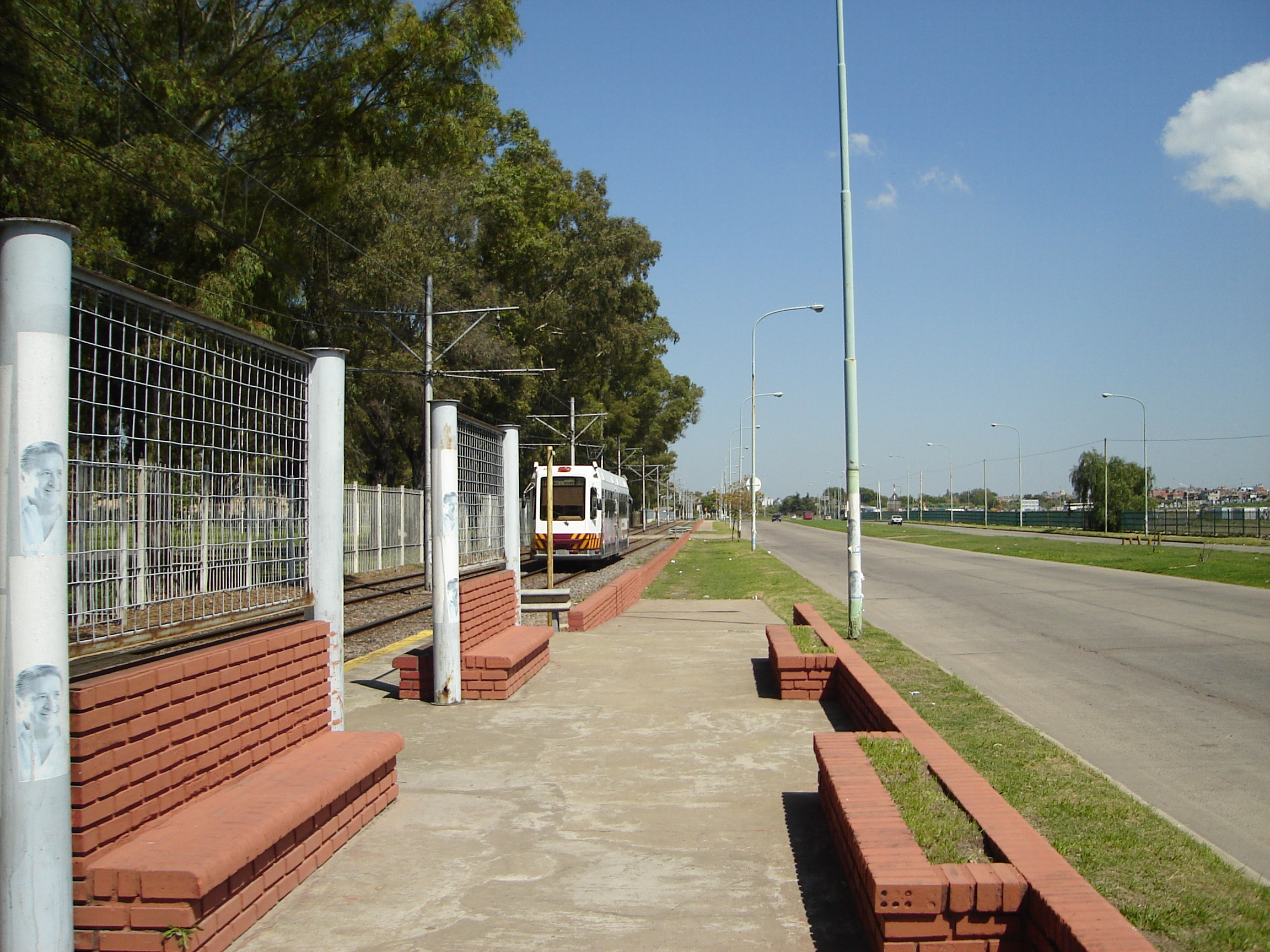
Estación Parque de la Ciudad
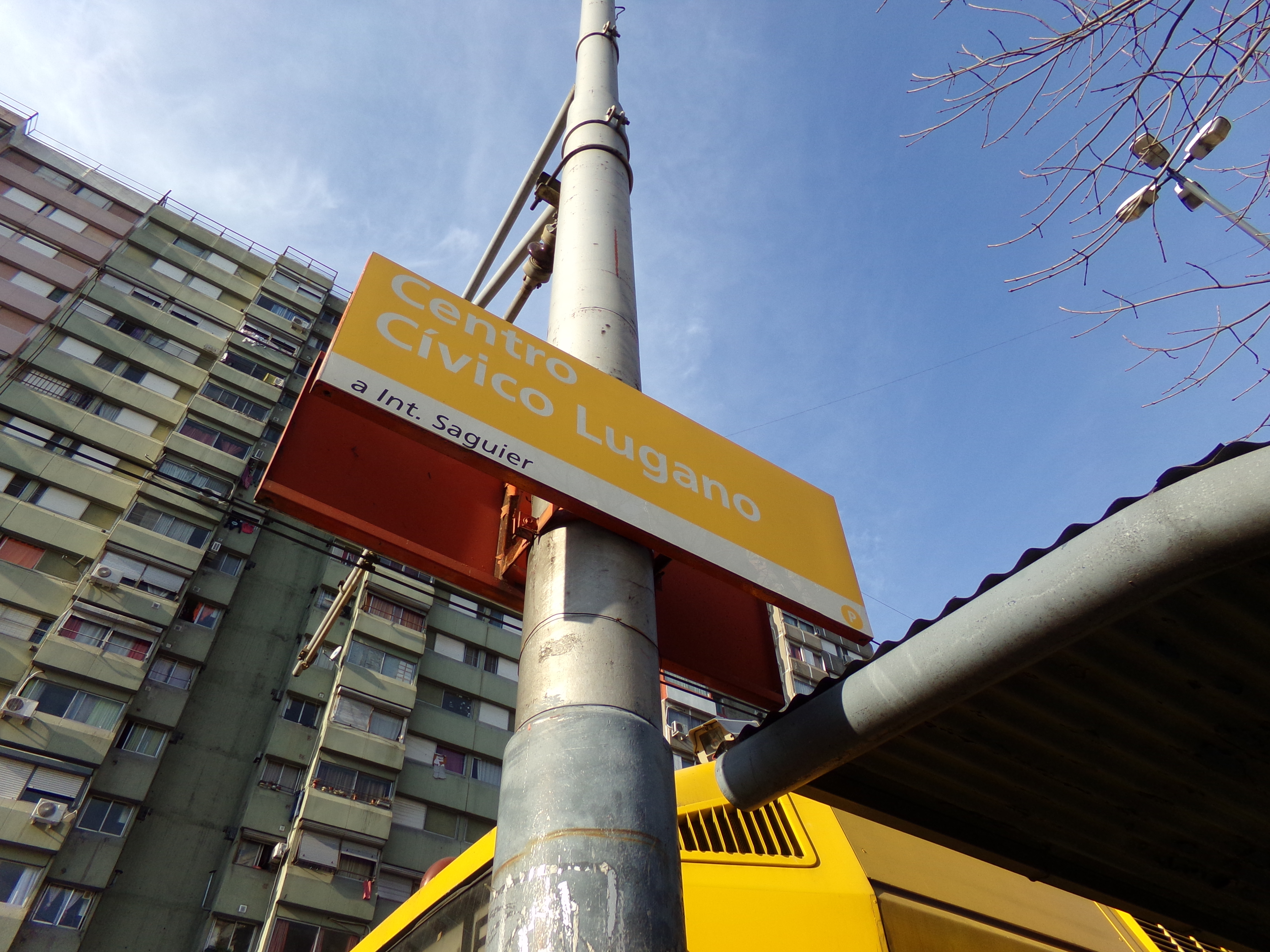
Estación Centro Cívico
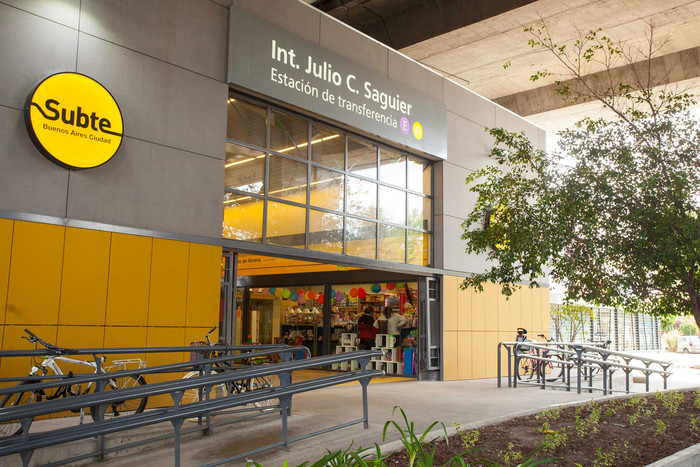
Acceso a la estación Intendente Saguier